# Coniopteryx unicef
Coniopteryx unicef är en insektsart som beskrevs av Monserrat 1997. Coniopteryx unicef ingår i släktet Coniopteryx och familjen vaxsländor. Inga underarter finns listade i Catalogue of Life.